# Аталан, Али
Али Аталан (род. 5 января 1968) — немецко-турецкий политик.

## Биография
Родился 5 января 1968 года в Мидьяте в семье курдов-езидов. В 1985 году приехал в Германию. Получив в 1997 году аттестат зрелости, поступил в Рурский университет, там изучал политологию и социологию. Окончил институт в 2004 году.
В 1990—1994 годах входил в социальный комитет при городском совете Дюльмена. В 1998—2001 годах входил в партию Союз 90/Зелёные. В 2001 году вступил в Левую партию Германии. В 2004 году вошёл в городской совет Мюнстера. В 2010 году был избран членом Ландтага от земли Северный Рейн-Вестфалия.
Во время выборов обвинялся противниками в связях с РПК. Аталан ответил на критику, заявив, что не является членом РПК, но считает запрет партии в Германии контрпродуктивным. Также, по его мнению, позиция Германии относительно РПК была использована Турцией для оправдания насилия против курдов.
7 июня 2015 года был избран членом Великого национального собрания от Демократической партии народов. Али Аталан и Фелекнас Уджа стали первыми езидами, избранными в Парламент Турции.
13 ноября 2015 года, после того, как в Нусайбине были убиты двое гражданских лиц и 10 членов РПК и введён комендантский час, Али Аталан и член турецкого парламента Гюльсер Йылдырым объявили голодовку в знак протеста.